# Zuranolon
Zuranolon ist ein Arzneistoff aus der Gruppe der neuroaktiven Steroide (Neurosteroide). Unter dem Namen Zurzuvae  (Hersteller: Sage Therapeutics) wurde er im August 2023 in den USA zur Behandlung der postpartalen Depression (PPD, „Wochenbettdepression“) zugelassen.
Die Anwendung erfolgt oral (Einnahme).

## Eigenschaften

Vergleich der chemischen Strukturen der Neurosteroide 3α-Allopregnanolon, Ganaxolon und Zuranolon

Zuranolon ist eine synthetische Verbindung, die sich vom endogenen Neurosteroid Allopregnanolon (Brexanolon) ableitet, eines Metaboliten des Gelbkörperhormons Progesteron. Anders als Brexanolon, das ebenfalls zur Behandlung der PPD eingesetzt wird und intravenös verabreicht wird, ist Zuranolon oral wirksam. Man geht davon aus, dass Zuranolon seine Wirkung über eine allosterische Modulation am GABAA-Rezeptor vermittelt, der genaue Wirkungsmechanismus ist nicht geklärt.
| Pharmakologische Daten  | Pharmakologische Daten    |
| ----------------------- | ------------------------- |
| Verabreichungsweg       | Oral (Einnahme)           |
| Plasmaeiweißbindung     | > 99,5 %                  |
| Maximaler Plasmaspiegel | nach ca. 5 bis 6 Stunden  |
| Halbwertzeit            | 16–23 Stunden             |
| Metabolisierung         | Hepatisch (CYP3A4)        |
| Ausscheidung            | Fäzes (41 %), Urin (45 %) |

## Anwendungsgebiet
Zuranolon ist seit August 2023 in den USA für die Behandlung der postpartalen Depression (PPD) bei Erwachsenen zugelassen.

## Unerwünschte Wirkungen
Zu den häufigsten Nebenwirkungen gehören Schläfrigkeit, Schwindel, Durchfall, Müdigkeit, Entzündungen der Nasen- und Rachen-Schleimhaut (Nasopharyngitis) und Harnwegsinfektionen.
Die Verkehrstüchtigkeit kann durch Einnahme von Zuranolon beeinträchtigt sein. Es gibt Hinweise aus Tierversuchen, dass Zuranolon schädliche Wirkungen beim Fetus wie etwa Fehlbildungen begünstigt. Frauen sollten daher unter der Therapie und für eine weitere Woche danach sicher verhüten. Verschlechtert sich unter der Therapie  die depressive Symptomatik oder treten suizidale Gedanken auf, kann eine Dosisreduktion oder das Absetzen des Mittels in Frage kommen.